# Liu Xuqing
Liu Xuqing (chiń. 柳絮青; pinyin Liǔ Xùqīng; ur. 15 sierpnia 1968 w Szanghaju) – chińska softballistka występująca na pozycji łączniczki, medalistka olimpijska.
Uczestniczka Letnich Igrzysk Olimpijskich 1996, podczas których osiągnęła srebrny medal w zawodach drużynowych (wystąpiła w dziesięciu spotkaniach). Dwukrotnie zdobyła złoty medal igrzysk azjatyckich (1990, 1994).